# Ургала
Ургала́ (рос. Ургала) — село у складі Білокатайського району Башкортостану, Росія. Адміністративний центр Ургалинської сільської ради.
Населення — 1672 особи (2010; 1736 в 2002).
Національний склад:
- башкири — 63 %